# Пайн-Ривер (город, Миннесота)
Пайн-Ривер (англ. Pine River) — город в округе Касс, штат Миннесота, США. На площади 3 км² (2,9 км² — суша, 0,1 км² — вода), согласно переписи 2002 года, проживают 928 человек. Плотность населения составляет 322,2 чел./км².
- Телефонный код города — 218
- Почтовый индекс — 56474
- FIPS-код города — 27-51280[1]
- GNIS-идентификатор — 0649494[2]